# Mimeusemia buruensis
Mimeusemia buruensis là một loài bướm đêm trong họ Noctuidae.